# Laimbach (Steinbach)
Der Laimbach, auch Farbbach, ist ein Bach in der Stadtgemeinde Bad Leonfelden in Oberösterreich. Er ist ein linker Nebenbach des Steinbachs.

## Geographie

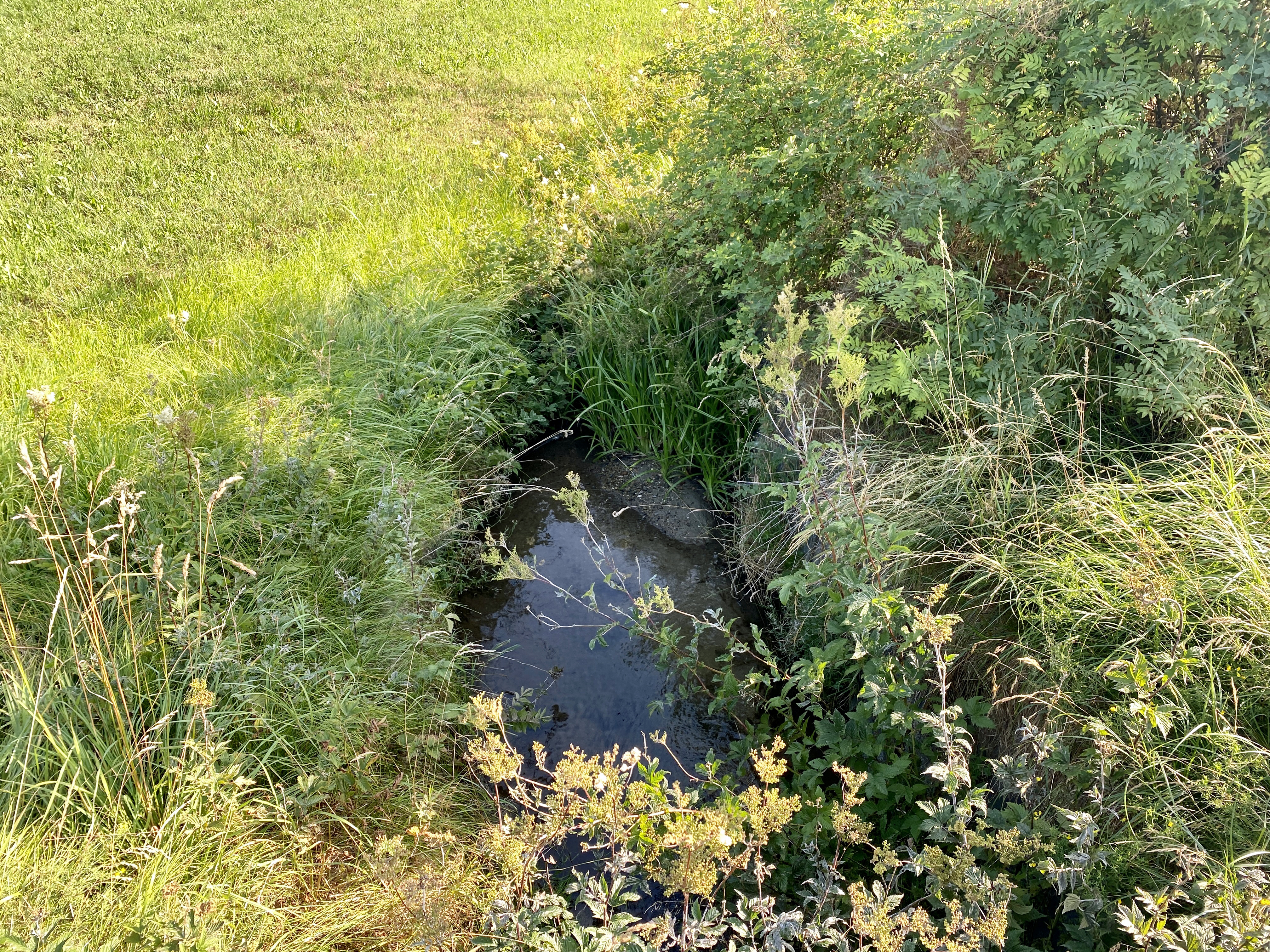
Der Laimbach in Spielau

Der Laimbach entspringt bei Haid auf einer Höhe von 763 m ü. A. Er weist eine Länge von 1,74 km auf. Er verläuft zunächst südwestlich von Unterlaimbach Richtung Südosten. Bei Farb quert er die Böhmerwaldstraße und ändert sich seine Fließrichtung nach Süden. Er mündet schließlich bei Spielau auf einer Höhe von 699 m ü. A. linksseitig in den Steinbach.
Das Einzugsgebiet des Laimbachs erstreckt sich über eine Fläche von 1,9 km². Es ist Teil der Südlichen Böhmerwaldausläufer.

## Umwelt
In seinem oberen Abschnitt fließt der Laimbach durch einen Gehölzbestand, in dem es zahlreiche Teiche gibt, deren Ufer mehrheitlich gärtnerisch gepflegt sind. Bei einer Erhebung im Jahr 1963 wurde am Bach das Rosengewächs Kahler Frauenmantel (Alchemilla glabra) festgestellt.